# Nearshoring
Nearshoring er outsourcing til tredjepart, men indenfor det geografiske nærområde. 
Det kan eksempelvis være indenfor samme land eller hos nabolandene. Nearshoring giver fordele i forhold til offshoring vedrørende tidsforskel, kultur, sprog, politisk situation etc. Omvendt vil nearshoring sjældent have samme omkostningsfordele som offshoring.
| Erhverv og erhvervsliv | Spire Denne artikel om erhverv, erhvervsliv og arbejdsmarked er en spire som bør udbygges. Du er velkommen til at hjælpe Wikipedia ved at udvide den. |